# Mansfield (klädmärke)
Mansfield är ett klädesmärke, främst för herrkläder, som är mest känd för sin falk/örn som logga. Saluförs i Sverige i olika butikskedjor som till exempel MQ och Brothers.